# Pierre Martelozzo
Pierre Martelozzo (* 10. Februar 1947 in Mazères (Gironde)) ist ein ehemaliger französischer Radrennfahrer.

## Sportliche Laufbahn
Martelozzo war im Straßenradsport aktiv. 1968 gewann er die erste Austragung des Etappenrennens Tour du Limousin (zwei Etappensiege) vor Jean-Pierre Parenteau, die Tour du Vaucluse, die Tour du Béarn (ein Etappensieg) vor Pierre Matignon sowie das Rennen Trois Jours de Sedan. 1969 war er in der Tour des Alpes de Provence (zwei Etappensiege), bei den Quatre Jours de Vic-Fezensac und erneut in der Tour du Vaucluse erfolgreich. Dazu kam ein Etappenerfolg in der Tour du Béarn und im Eintagesrennen Grand Prix d’Espéraza. Bei Paris-Évreux und in der Tour de l’Yonne wurde er Dritter.
1970 wurde Martelozzo Berufsfahrer im Radsportteam Peugeot-BP-Michelin und blieb bis 1974 als Radprofi aktiv. 1971 gewann er den Circuit de la Vienne. 1970 war er in diesem Rennen Zweiter geworden. Die Tour de Corse cycliste 1971 beendete er hinter Alain Santy auf dem zweiten Platz.
Dreimal fuhr Martelozzo die Tour de France. 1970 wurde er 76., 1971 89. und 1972 30. des Gesamtklassements. In Vuelta a España 1973 wurde er 35.